# پل وین (تاریخدان)
پل وین (انگلیسی: Paul Veyne; ۱۳ ژوئن ۱۹۳۰ – ۲۹ سپتامبر ۲۰۲۲) مورخ، استاد دانشگاه، نویسنده، و مترجم اهل فرانسه بود.
وی همچنین برندهٔ جوایزی همچون لژیون دونور (شوالیه) و لژیون دونور (افسر) شده‌است.